# Grzebień (twór skórny)

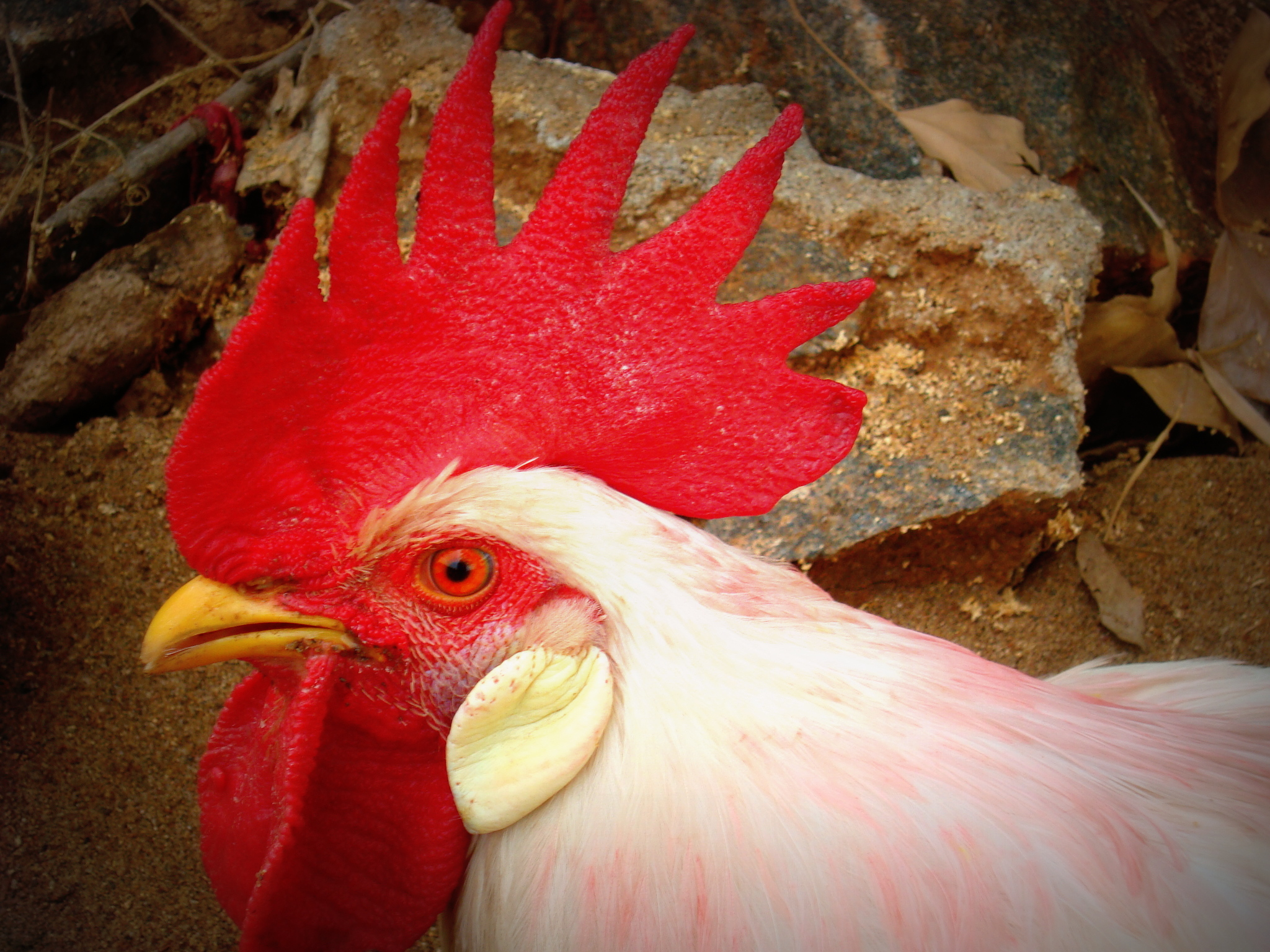
Grzebień skórny u koguta

Grzebień skórny – rodzaj przydatka głowowego występujący na czubku głowy ptaków grzebiących (kuraków). Zwykle występuje tylko u samców.